# Ostrów (geografia)
Ostrów – rodzaj wyspy rzecznej otoczonej ramionami cieku. Jest zalewana tylko w przypadku katastrofalnych powodzi. Jest przeważnie zalesiona.
Pojęcie to i jego znaczenie znane było powszechnie w Polsce co najmniej od XVI w. Sebastian Fabian Klonowic w wydanym w 1595 r. w Krakowie poemacie pt. Flis, to jest Spuszczanie statków Wisłą i inszymi rzekami do niej przypadającymi pisał bowiem:

A co jest gruntu zamkniono we śrzodku

Między Wisłami, z zadu i też z przodku,

To wyspą zowią; lecz jest nie jednaka,

  Ale dwojaka.

Bo gdzie dębowe drzewo z topolowem

Zdawna porosło, zowią to ostrowem;

Kępą rzekają gdzie chróst abo piasek

  I drobny lasek.